# Sittine brune
Xenops minutus
Espèce
Statut de conservation UICN

 LC  : Préoccupation mineure
La Sittine brune (Xenops minutus) est une espèce de passereaux de la famille des Furnariidae (Furnariidés en français).

## Taxinomie
Des études phylogénétiques en 2023 l'ont reconnu comme espèce à part entière de la sittine d'Illiger (Xenops genibarbis), dont elle semble se distinguer par une gorge plus blanchâtre.

## Répartition et habitat
La Sittine brune se rencontre à travers le forêt atlantique. 

## Alimentation
Elle se nourrit d'insectes.